# Vingbelastning
Vingbelastning, flygplanets totalvikt dividerat med vingytan, är en viktig storhet som påverkar många aspekter av flygplanets prestanda. Vingbelastningen kan variera från cirka 50 kg/m² för sportflygplan till mellan 390 och 585 kg/m² för moderna jetjaktplan.
{\displaystyle {\frac {m}{S}}\equiv Vingbelastning}
Där m är massan för flygplanet och S vingarean.
| Flygplan                    | Vingbelastning (kg/m²) | Typ                | Årtal |
| --------------------------- | ---------------------- | ------------------ | ----- |
| Fun 160                     | 6,3                    | hängglidare        | 2007  |
| ASK 21                      | 33                     | segelflygplan      | 1990  |
| Nieuport 17                 | 38                     | jaktplan           | 1916  |
| Ikarus C42                  | 38                     | ultralätt flygplan | 1997  |
| Cessna 152                  | 51                     | privatflygplan     | 1978  |
| Vans RV-4                   | 67                     | sportflygplan      | 1980  |
| Supermarine Spitfire        | 120                    | jaktplan           | 1940  |
| Douglas DC-3                | 123                    | trafikflygplan     | 1936  |
| Boeing B-17 Flying Fortress | 190                    | bombplan           | 1938  |
| Messerschmitt Bf 109        | 210                    | jaktplan           | 1937  |
| Convair B-36 Peacemaker     | 272                    | bombplan           | 1949  |
| Eurofighter Typhoon         | 311                    | jaktplan           | 1998  |
| Lockheed F-104 Starfighter  | 514                    | jaktplan           | 1958  |
| Airbus A380                 | 663                    | trafikflygplan     | 2007  |
| Boeing 747                  | 740                    | trafikflygplan     | 1970  |

## Svängprestanda
Den momentana svängprestandan, här uttryckt som planets vinkelhastighet.
{\displaystyle \omega _{max}=g{\sqrt {\frac {\rho _{\infty }C_{L,max}n_{max}}{2{\frac {W}{S}}}}}}
Ökar med minskande vingbelastning, hög densitet på luften, stort CL,max, samt hög tillåten lastfaktor.